# 矮生延胡索
矮生延胡索（学名：Corydalis humilis）为罂粟科紫堇属下的一个种。种加名 humilis 意为“矮的”。